# Villalcampo (kommunhuvudort)
Villalcampo är en kommunhuvudort i Spanien.   Den ligger i provinsen Provincia de Zamora och regionen Kastilien och Leon, i den nordvästra delen av landet, 230 km nordväst om huvudstaden Madrid. Villalcampo ligger 783 meter över havet och antalet invånare är 612.
Terrängen runt Villalcampo är huvudsakligen platt, men åt nordväst är den kuperad. Runt Villalcampo är det mycket glesbefolkat, med 6 invånare per kvadratkilometer. Närmaste större samhälle är Bermillo de Sayago, 18,1 km söder om Villalcampo. Trakten runt Villalcampo består i huvudsak av gräsmarker.